# Apendans (Den Haag)
De Apendans is een steeg in het centrum van de Nederlandse plaats Den Haag.
De herkomst van de naam en wanneer deze voor het eerst gebruikt werd, is niet bekend. Wel is bekend dat de naam in 1678 reeds gebruikt werd. Meest waarschijnlijk is het afkomstig van een pand dat op een van de hoeken heeft gestaan. Dit pand werd beschreven als "alwaer de Apendans is uythangende". Vaak wordt gedacht dat het woord afkomstig is van appendentie (aanhangsel), een 'bijgebouw' waar personeel van rijke Haagse inwoners zouden verblijven.
Op de hoek van de steeg met de Korte Poten staat op nummer 24 het pand de Wiener Konditorei, dat beschermd is als gemeentelijk monument. Ook aan de andere kant van de steeg, op nummer 22 staat een gemeentelijk monument. Dit zijn de enige twee beschermde panden die grenzen aan de Apendans. Geen enkel pand met het adres exclusief aan de steeg is beschermd.
Straten: Achterom · Alexanderstraat · Van Alkemadelaan · Amaliastraat · Amsterdamse Veerkade · Benoordenhoutseweg · Bezuidenhoutseweg · Cantaloupenburg · Denneweg · Fluwelen Burgwal · Geest · Gravenstraat · Groenewegje · Groot Hertoginnelaan · Grote Marktstraat · Herengracht · Heulstraat · Hogewal · Hooigracht · Javastraat · Juffrouw Idastraat · Kazernestraat · Kneuterdijk · Korte Vijverberg · Korte Voorhout · Laan Copes van Cattenburch · Laan van Meerdervoort · Laan van Nieuw Oost-Indië · Lange Beestenmarkt · Lange Poten · Lange Vijverberg · Lange Voorhout · Lijnbaan · Mallemolen · Mauritskade · Melis Stokelaan · Van Merlenstraat · Molenstraat · Nassaulaan · Nieuwe Haven · Nieuwe Schoolstraat · Nieuwe Uitleg · Nobelstraat · Noordeinde · Oude Boomgaardstraat · Oude Molstraat · Parkstraat · Paviljoensgracht · Piet Heinstraat · Prinsegracht · Prinsessegracht · Prinsestraat · Rijswijkseweg · Riouwstraat · Schalk Burgerstraat · Schedeldoekshaven · Schelpkade · Schenkkade · Scheveningseveer · Scheveningseweg · Schuddegeest · Slijkeinde · Smidswater · Sophialaan · Sportlaan · Spui · Spuistraat · Surinamestraat · Theresiastraat · Torenstraat · Tournooiveld · Trekvlietplein · Turfmarkt · Vaillantlaan · Vondelstraat · Wagenstraat · Weimarstraat · Westeinde · Wijnhaven · Witte de Withstraat · Zeestraat

Pleinen: Alexanderplein
· Anna Paulownaplein
· Bankaplein
· Binnenhof
· Buitenhof
· Burgemeester De Monchyplein
· Clioplein
· Elandplein 
· Esperantoplein
· Groenmarkt
· Grote Markt
· Hofplaats
· Kerkplein
· Koningsplein
· Loosduinse Hoofdplein
· Malieveld
· Muzenplein
· Nassauplein
· Plaats
· Plein
· Plein 1813
· Prins Hendrikplein
· Prinsenvinkenpark
· Regentesseplein
· Rond de Grote Kerk
· Spuiplein
· Tournooiveld
· Vaillantplein
· Varkenmarkt
· Visbanken
· Wijnhaven